# エバーグレーズ

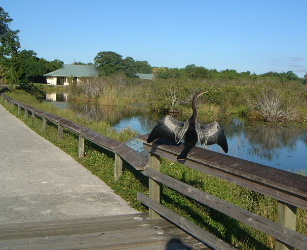
ヘビウ属の1種が板敷き道手すりに止まっている。

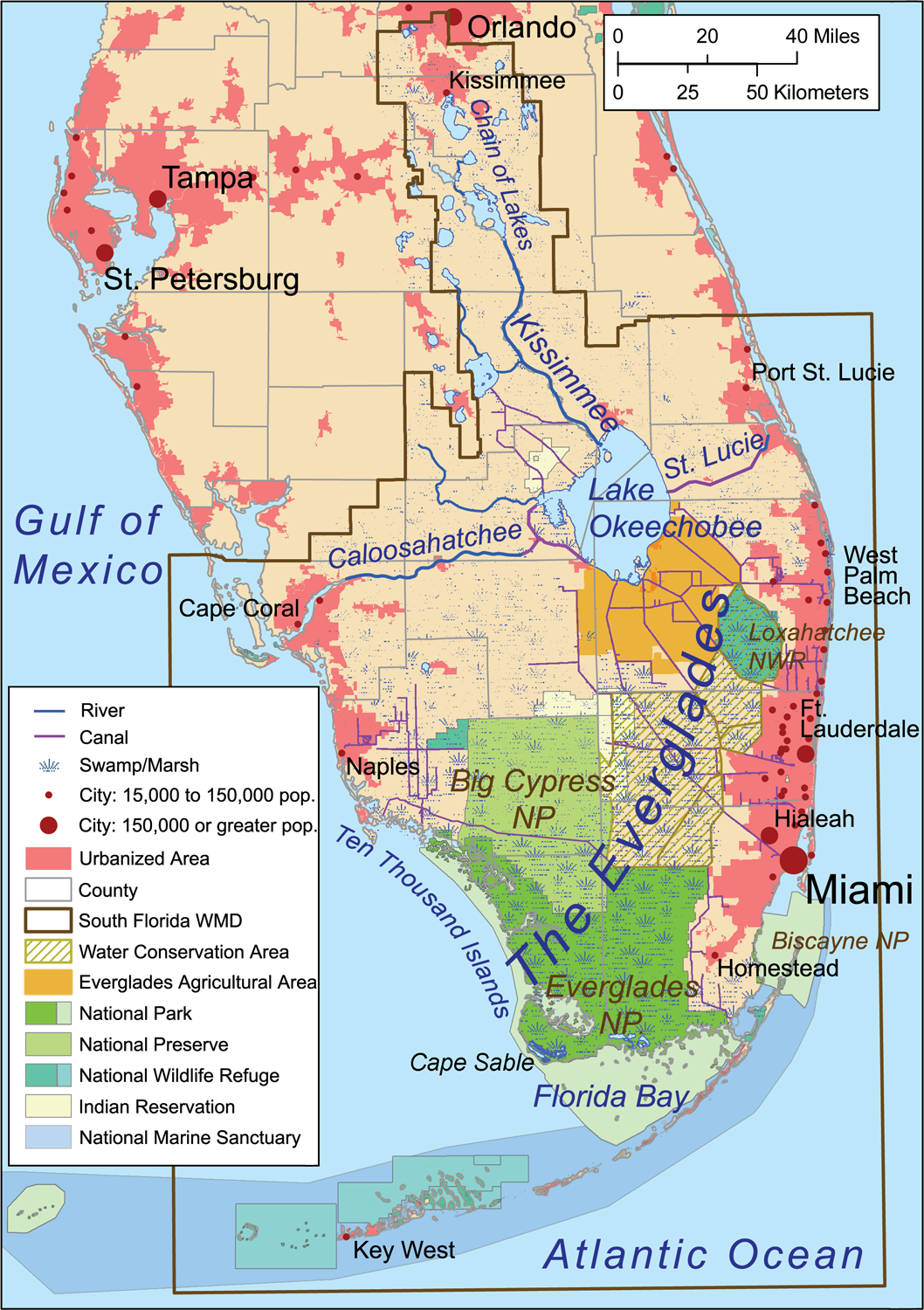
南フロリダの地図とエバーグレーズ

エバーグレーズ (The Everglades) は、アメリカ合衆国フロリダ州南部の湿地である。
面積は約2万平方キロメートル、幅約64キロメートル、標高4メートル。
地方行政上はモンロー郡、コリアー郡、パームビーチ郡、マイアミ・デイド郡、ブロワード郡にまたがる。
南部がエバーグレーズ国立公園に指定されている。

## 語源
18世紀のはじめ、イギリス人の測量師が「River glades（川の沼沢地）」と呼んだのを、後にイギリス人が聞き間違えて「Everglades（広大な沼沢地）」と地図の上に記載したことから、この名がついたといわれている。

## 地誌
そのところどころに高い草の藪があり、縦横に水路が通じていて、水鳥の楽園となっている。

## 事故
近くにマイアミ国際空港があり、同空港への離着陸に失敗してエバーグレーズへ墜落する事故が2件発生している。
- イースタン航空401便墜落事故（1972年12月29日）
- バリュージェット航空592便墜落事故（1996年5月11日）